# Купріянова Валентина Миколаївна
Купріянова Валентина Миколаївна (рос. Куприянова Валентина Николаевна; 14 березня 1942, Горький, РРФСР, СРСР) — радянська і українська театральна акторка. Заслужена артистка України (01.07.1995).

## Біографія
Народилася 14 березня 1942 року у місті Горький (нині Нижній Новгород). Середню освіту здобула у місцевій школі з 1949 по 1960 роки.
У  1960—1963 роки навчалася в Пермській акторській студії. Влітку того ж року Валентина Купріянова починає навчання в Школі-студії МХАТ, котру закінчує в 1966 році (викл. О. Карєв, С. Пилявська). Навчалася на одному курсі з майбутніми акторами В. Заклунною, І. Печерниковою, Б. Бистровим, Б. Романовим, Т. Назаровою, В. Безруковим.
Одразу ж після завершення школи-студії актриса отримує направлення на роботу у Російський драматичний театр імені Антона Павловича Чехова, місто Кишинів (Молдова), в якому працювала п'ять наступних років.
У 1971—2019 роки — актриса Львівського академічного драматичного театру імені Лесі Українки.

## Акторські роботи в театрі
Львівський академічний драматичний театр імені Лесі Українки
- Боді, «Чудова неділя для пікніка»
- Рита, «А зорі тут тихі»
- Марфа, «Одруження»
- Мадам Іванова, «Зойчина квартира»
- Леді Макбет, «Леді Макбет Мценського повіту»
- Доля, «Лісова пісня» Лесі Українки (реж. Людмила Колосович)
- Настя, «Search: www.МатиНАЙмичкА.com.ua» (реж. н.а. України Григорій Шумейко)
- Жінка в фіолетовому, «Кольори» (реж. з.д.м. України Олексій Кравчук)[3]
- Піонервожата, «Антиформалістичний райок» (реж. Олексій Коломійцев)
- Ярмарчанка, гостя міста, «Зачарована принцеса» (реж. Олена Бондар-Сєрова)
- Дух Майбутнього Різдва, Колядниця, «Різдвяна історія» (реж. Олена Апчел)[4]

## Фільмографія
- 2012 — «Анна Герман. Таємниця білого янгола» (Anna German), епізод (Україна, Росія, Польща, Хорватія)[5][6]

## Нагороди та визнання
- 1995 — Заслужена артистка України